# 1530
1530 (MDXXX) a fost un an comun al calendarului iulian, care a început într-o zi de sâmbătă.

## Nașteri
- 7 mai: Ludovic I de Bourbon, fondatorul casei de Condé (d. 1569)
- 25 august: Ivan al IV-lea al Rusiei (Ivan cel Groaznic), mare cneaz (principe) al Moscovei (d. 1584)

## Decese
- 4 iunie: Maximilian Sforza, duce de Milano (n. 1493)